# Wallingford (Iowa)
Wallingford – miasto w Stanach Zjednoczonych, w stanie Iowa, w hrabstwie Emmet. W 2000 roku liczyło 210 mieszkańców.